# Уличная фотография

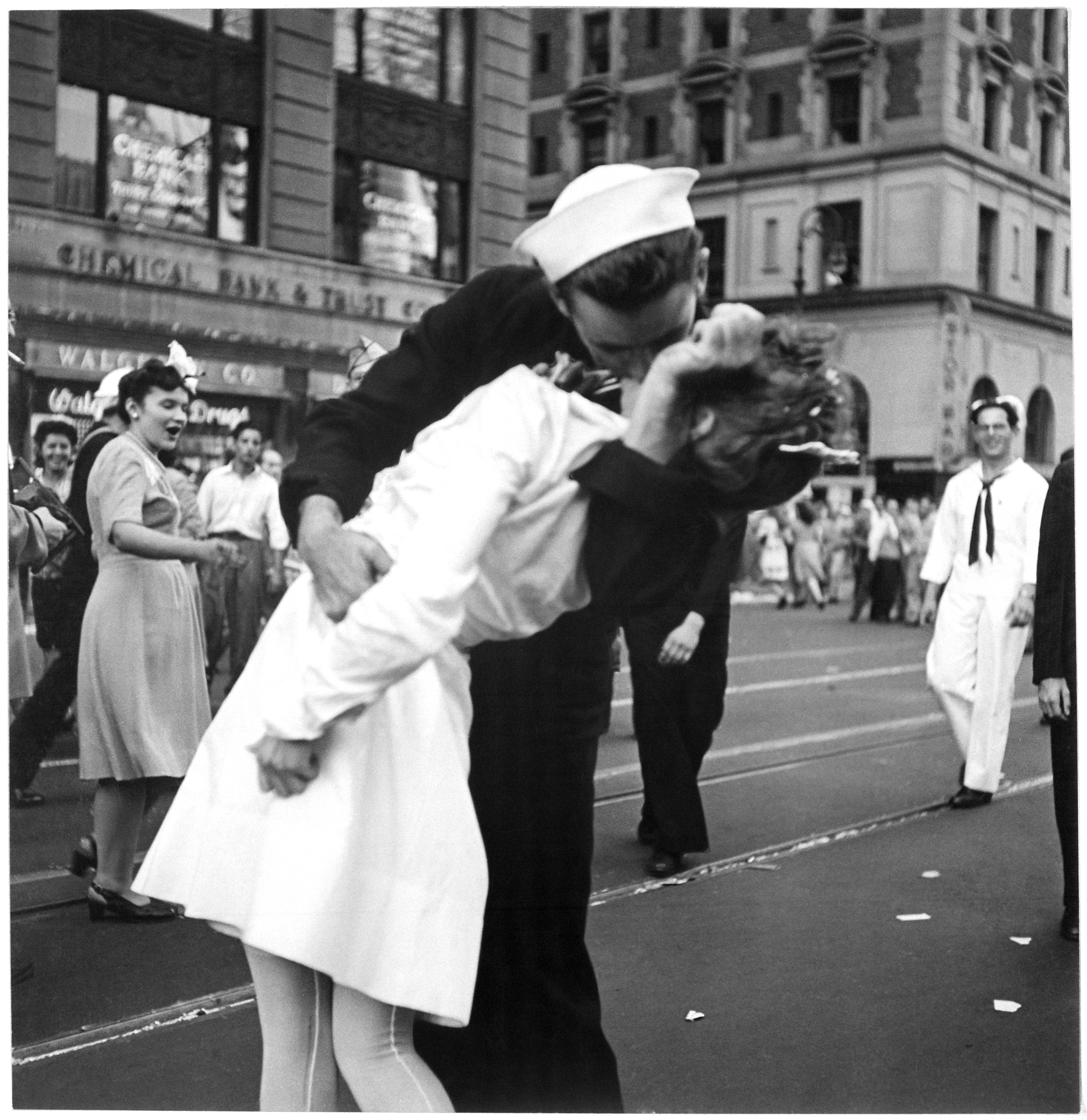
Виктор Йоргенсен, «Прощальный поцелуй войне» (Kissing the War Goodbye). Нью-Йорк, Таймс-сквер, 14 августа 1945 г.

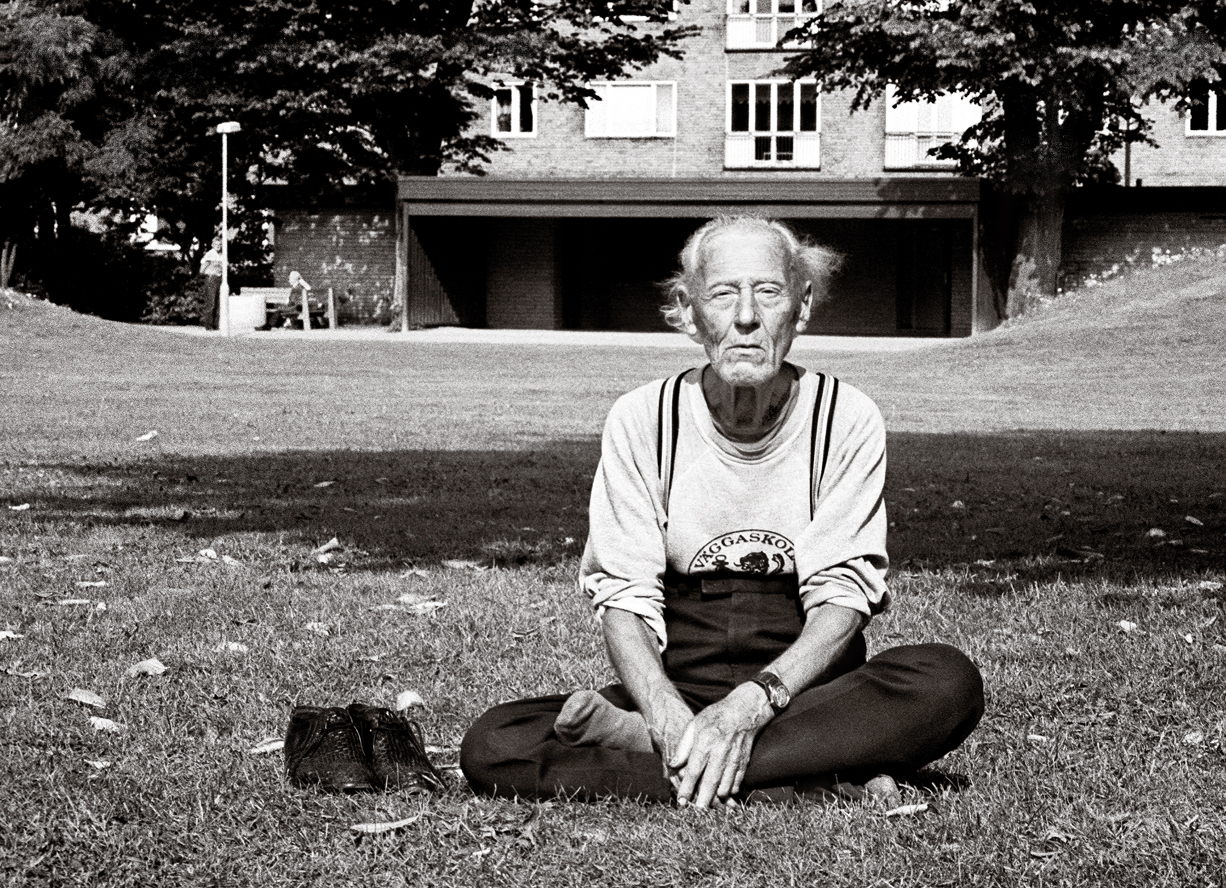
Пожилой человек медитирует в парке. Швеция, 1983.

Уличная фотография, стрит-фотография (англ. street photography) — жанр фотографии, сделанной в общественном месте: на улице, в парке, на пляже и т. п. 

## История жанра
Однозначной периодизации уличной фотографии на данный момент не существует, в литературе встречаются имена отдельных фотографов, снимавших на стыке XIX и XX века документальную, пикториальную и другую фотографию громоздкой фототехникой на улице, однако выделение жанра уличной фотографии в самостоятельное направление фотографии принято соотносить с деятельностью французского идеолога уличной фотографии Анри Картье-Брессона, который впервые сформулировал её основные принципы (прежде всего принцип «решающего момента», англ. decisive moment) и создал фотоагентство «Магнум», основанное на этих идеях.

## Эстетика и философия
Философия и эстетика жанра уличной фотографии выросла из журналистской парадигмы «честной фотографии» англ. Straight photography, посредством которой фотография отображает сущность как таковую, без применения различных манипулятивных техник (напр.постановка, монтаж и т. д.). В этом жанре используется чёрно-белая фотография и цветная фотография, а с развитием фотографического медиа и визуальной эстетики постмодернизма в жанре уличной фотографии наравне с традиционными подходами прочно укрепились альтернативные инструменты (напр. Holga, Диана, Полароид и т. д.), методы и способы получения фотоизображения (напр. кросспроцесс), альтернативные философии (напр. ломография, фотоблогерство и др.). Уличная фотография бывает документальной, но не ограничивается исключительно документальным жанром. 
Первый всплеск развития жанра уличной фотографии совпадает с появлением и распространением небольших 35-миллиметровых дальномерных камер. Классиками жанра стали Анри Картье-Брессон, Роберт Франк, Альфред Эйзенштедт, Юджин Смит, Уильям Эглстон, Мануэль Ривера-Ортис, Уильям Кляйн, Стивен Шор, Джоэл Мейеровиц и Гарри Виногранд. В 2009 году появились первые публикации ранее неизвестного мастера стрит-фотографии Вивиан Майер.
Второй всплеск развития жанра уличной фотографии совпадает с появлением и распространением цифровых камер, популяризации фотографии в традиционных СМИ, в виртуальных сообществах, фотогалереях и фотомузеях.

## Технические приемы

### Невидимость
Появление цифровых фотокамер, наведение которых на объект съёмки осуществляется с помощью поворотного ЖК-экрана, открывает очень широкие возможности для любителей съёмки «скрытой камерой». Эту камеру можно просто крутить в руках, тем временем производя съёмку, либо упрятать её в непрозрачный пакет, выведя объектив наружу через сравнительно небольшое отверстие.

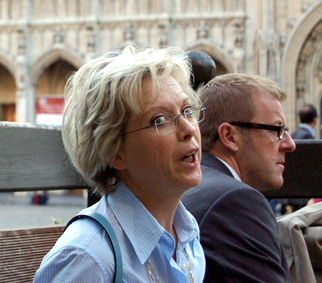
Объекты уличной фотографии не всегда рады съемке.

См. также: Композиция в фотографии.

## Юридические проблемы
Вопрос уличных фотографов, фотографирующих незнакомых людей в общественных местах без их согласия (то есть «Прямая фотография» по определению) для целей изобразительного искусства всегда был спорным. Фотографирование людей и места в общественных местах является законным в большинстве стран, защищающих свободу выражения мнений и свободу журналистики. Обычно существуют ограничения на то, как можно использовать фотографии людей, и большинство стран имеют конкретные законы, касающиеся конфиденциальности людей.
Уличная фотография может также противоречить законам, которые были первоначально созданы для защиты от папарацци, диффамации или преследования; и при фотографировании несовершеннолетних иногда применяются специальные законы.

#### В России
Фотографирование в общественных местах, например на железной дороге, метро или в церквях федеральным законодательством не запрещено, однако органы управления этими и другими организациями зачастую устанавливают либо полный запрет на фотосъёмку на территории объекта, либо определяют порядок получения разрешений для этого. Разрешения могут быть устными или письменными, в некоторых случаях (музеи, монастыри) для их получения требуется внести определённую плату.

Однако, в соответствии со ст. 152.1 ГК РФ :
Обнародование и дальнейшее использование изображения гражданина (в том числе его фотографии, а также видеозаписи или произведения изобразительного искусства, в которых он изображен) допускаются только с согласия этого гражданина. После смерти гражданина его изображение может использоваться только с согласия детей и пережившего супруга, а при их отсутствии — с согласия родителей. Такое согласие не требуется в случаях, когда:
1. использование изображения осуществляется в государственных, общественных или иных публичных интересах;
2. изображение гражданина получено при съемке, которая проводится в местах, открытых для свободного посещения, или на публичных мероприятиях (собраниях, съездах, конференциях, концертах, представлениях, спортивных соревнованиях и подобных мероприятиях), за исключением случаев, когда такое изображение является основным объектом использования;
3. гражданин позировал за плату.

Таким образом, сама уличная фотосъёмка в России допускается, но если основным объектом снимка является гражданин, не являющийся публичной фигурой, не позирующий за плату и не давший своего разрешения на использование снимка, «обнародование и дальнейшее использование» такого снимка не «в государственных, общественных или иных публичных интересах» запрещено.

### Публикация
В Российской Федерации о публикации фотографий говорится в статье 152.1 ГК РФ, которая гласит, что обнародование и дальнейшее использование изображения гражданина (в том числе его фотографии) допускаются только с согласия этого гражданина за исключением использования изображения в государственных, общественных или иных публичных интересах, либо если изображение получено при съёмке, проводившейся в местах, открытых для свободного посещения, и изображенное лицо не является его «основным объектом» (понятие «основного объекта» в законе не определено, и оставлено на усмотрение суда), либо когда гражданин позировал за плату.

### Вторжение в частную жизнь
В США существуют некоторые ограничения на фотографию, но большая их часть касается коммерческого использования пространства или национальной безопасности, например, фотографии, сделанные в частных зданиях, или съёмка аэропортов и военных объектов.